# Rally Isla de Tenerife de 1979
El Rally Isla de Tenerife de 1979, oficialmente 11.º Rally Isla de Tenerife, fue la undécima edición y la decimoséptima cita de la temporada 1979 del Campeonato de España de Rally. Se celebró del 5 al 7 de octubre y contó con un itinerario de veinticinco tramos sumaban un total de 135,6 km cronometrados.

## Clasificación final
| Pos. | Piloto             | Copiloto             | Automóvil                | Tiempo  | Diferencia |
| ---- | ------------------ | -------------------- | ------------------------ | ------- | ---------- |
| 1.   | Medardo Pérez      | Juan José Alonso     | BMW 320                  | 1:32:06 | 0.0        |
| 2.   | Juan M. Gimeno     | Miguel Mascareño     | Lancia Beta Coupé        | 1:34:02 | +1:56      |
| 3.   | "Pichote"          | Francisco Guerrero   | Talbot Sunbeam Lotus     | 1:39:30 | +7:24      |
| 4.   | Orlando Alonso     | Álvaro N. Pérez      | Volkswagen Golf GTi      | 1:39:35 | +7:29      |
| 5.   | Melchor Dávila     | José C. Trujillo     | Alpine-Renault A110 1600 | 1:41:16 | +9:10      |
| 6.   | José Manuel Moreño | Víctor Rodríguez     | SEAT 1430-1800           | 1:41:25 | +9:19      |
| 7.   | Félix J. Luis      | José J. Espinola     | SEAT 124-1800            | 1:41:29 | +9:23      |
| 8.   | José F. Álvarez    | Miguel A. Monasterio | Renault 5 Copa           | 1:41:55 | +9:49      |
| 9.   | Armando Sanz       | Rafael C. Becerra    | Simca Rallye 3           | 1:42:05 | +9:59      |
| 10.  | "El Vaquero"       | Francisco Guerrero   | Opel Kadett GT/E         | 1:43:51 | +11:45     |